# Samodzielny Batalion Spadochroniarzy „Nembo”
Samodzielny Batalion Spadochroniarzy „Nembo” (wł. Battaglione autonomo paracadutisti „Nembo”) – oddział wojskowy Sił Zbrojnych RSI podczas II wojny światowej.

## Historia
Po kapitulacji Włoch 8 września 1943, większość żołnierzy 3 batalionu kpt. Edoardo Sali i 12 batalionu mjr. Mario Rizzattiego oraz oddziału uzupełnieniowego z Viterbo 184 Dywizji Spadochronowej „Nembo” opowiedziała się po stronie nowych władz Włoskiej Republiki Socjalnej (RSI). Oba bataliony zostały przeniesione do Rzymu, gdzie ich żołnierze dołączyli do pozostałych spadochroniarzy, którzy poparli RSI. Zostało z nich sformowane Raggruppamento Volontari Paracadutisti Italiani, wysłane wkrótce na wybrzeże Lacjum w rejon Maccarese–Santa Severa w celu obrony przed ewentualnym desantem wojsk alianckich. Przemiano je tam na Raggruppamento Paracadutisti „Nembo”, którego liczebność doszła do kilku tysięcy żołnierzy, i podporządkowano niemieckiej 2 Dywizji Strzelców Spadochronowych. Pod koniec 1943 około 1200 spadochroniarzy zostało przeniesionych na przeszkolenie do Spoleto, gdzie podzielono ich na dwa bataliony szkoleniowe. Wkrótce wydzielona grupa 150 ochotników wyjechała do Fryburga na specjalistyczne przeszkolenie spadochronowe. Następnie przeszli jeszcze intensywny kurs taktyczny w Le Courtine koło Awinionu. W połowie lutego 1944 powrócili do Spoleto, dołączając do sformowanego tam pod koniec stycznia 350-osobowego Samodzielnego Batalionu Spadochroniarzy „Nembo”. Na jego czele stanął kpt. Corrado Alvino. W tym czasie pod Anzio i Nettuno wysadziły desant morski wojska alianckie (patrz: Operacja Shingle). Wespół z wojskami niemieckimi wysłano tam Batalion "Nembo". Włosi 16 lutego trafili w rejon Ardea i natychmiast weszli do boju. Po 4 dniach ciężkich walk wraz z niemieckimi spadochroniarzami z 4 Dywizji Strzelców Spadochronowych zostali zmuszeni do odwrotu, ponosząc ogromne straty sięgające 70% liczebności. Zyskali jednak wysokie uznanie ze strony Niemców, którzy przyznali im aż 15 Krzyży Żelaznych 2 klasy. Pomiędzy 15 marca i 15 maja przebywali w gotowości bojowej w rejonie Cuore-Bosco dei Pini-Bosco di Fossignano-Macchia S. W tym czasie przybyło ze Spoleto i Rzymu ok. 550 rekrutów na uzupełnienie batalionu. Następnie oddział wszedł w skład Pułku Spadochroniarzy „Arditi Folgore” pod dowództwem mjr. Mario Rizzattiego.